# Cherubismo
Il cherubismo (anche cherubinismo o malattia di Jones) è una malattia fibro-ossea (displasia) benigna dell'infanzia, che colpisce la metà inferiore del volto, le ossa mascellari e in particolare la mandibola, deformando il viso.

## Eziologia
Ha un'eredità autosomica dominante, e si manifesta prima dei 10 anni di età.

## Trattamento
La terapia chirurgica ottiene buoni effetti perché la patologia manifesta natura benigna e autolimitante.